# Syracuse Orange
Syracuse Orange – nazwa drużyn sportowych Syracuse University, biorących udział w akademickich rozgrywkach w Atlantic Coast Conference oraz College Hockey America (hokej na lodzie kobiet), organizowanych przez National Collegiate Athletic Association. 

## Sekcje sportowe uczelni
| Mężczyźni - bieg przełajowy (2): 1951, 2015 - futbol amerykański - koszykówka (1): 2003 - lacrosse (10) - lekkoatletyka - piłka nożna - wioślarstwo | Kobiety - bieg przełajowy - hokej na lodzie - hokej na trawie (1): 2015 - koszykówka - lacrosse - lekkoatletyka - piłka nożna - siatkówka - softball - tenis - wioślarstwo |

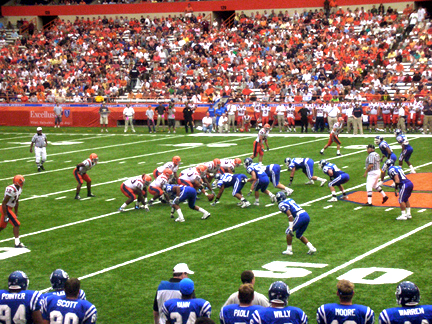
Carrier Dome podczas meczu futbolu.

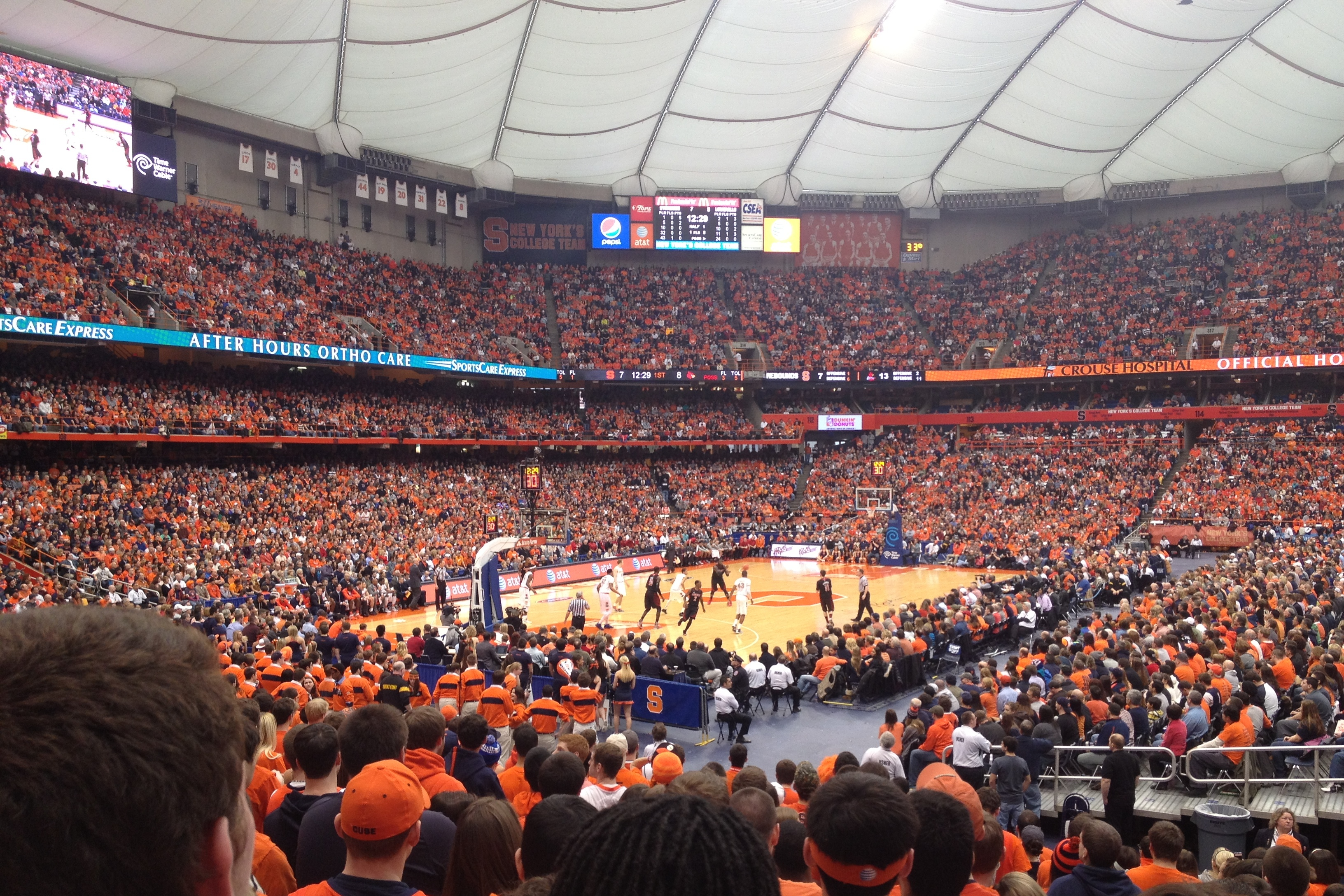
Carrier Dome podczas meczu koszykówki.

W nawiasie podano liczbę tytułów mistrzowskich NCAA (stan na 17 lutego 2017)

## Obiekty sportowe
- Carrier Dome – wielofunkcyjna hala sportowa o pojemności 52 000 miejsc, w której rozgrywane są mecze futbolu amerykańskiego, koszykówki (max. 32 000 widzów) i lacrosse[6]
- Tennity Ice Pavilion –  hala sportowa o pojemności 2000 miejsc, w której odbywają się mecze hokeja na lodzie[7]
- SU Soccer Stadium – stadion piłkarski o pojemności 1500 miejsc[8]
- Women’s Building – hala sportowa o pojemności 3000 miejsc, w której rozgrywane są mecze siatkówki[9]
- Skytop Softball Stadium – stadion softballowy o pojemności 650 miejsc[10]
- Drumlins Country Club – kryte korty tenisowe[11]
- J.S. Coyne Stadium – boisko do hokeja na trawie z trybuną o pojemności 2700 miejsc[12]